# 杵築町 (島根県)
杵築町（きづきちょう）は、島根県簸川郡にあった町。現在の出雲市の一部にあたる。

## 地理
- 河川：堀川[1]

## 歴史
- 1889年（明治22年）4月1日、町村制の施行により、神門郡杵築東村、杵築南村が合併して町制施行し、杵築町が発足[1][2]。
- 1896年（明治29年）4月1日、郡の統合により簸川郡に所属[1][2]。
- 1897年（明治30年）平田銀行杵築支店開設[3]。
- 1902年（明治35年）簸川郡水産組合設立[4]。
- 1905年（明治38年）杵築製糸販売組合設立[4]。
- 1920年（大正9年）杵築町商工会設立[4]。
- 1925年（大正14年）4月1日、簸川郡杵築村と合併して大社町を新設して廃止された[1][2]。

## 教育
- 1902年（明治35年）島根県立第3中学校（現島根県立大社高等学校）移転[3]

## 名所・旧跡
- 出雲大社[1]